# Julie Gonzalo

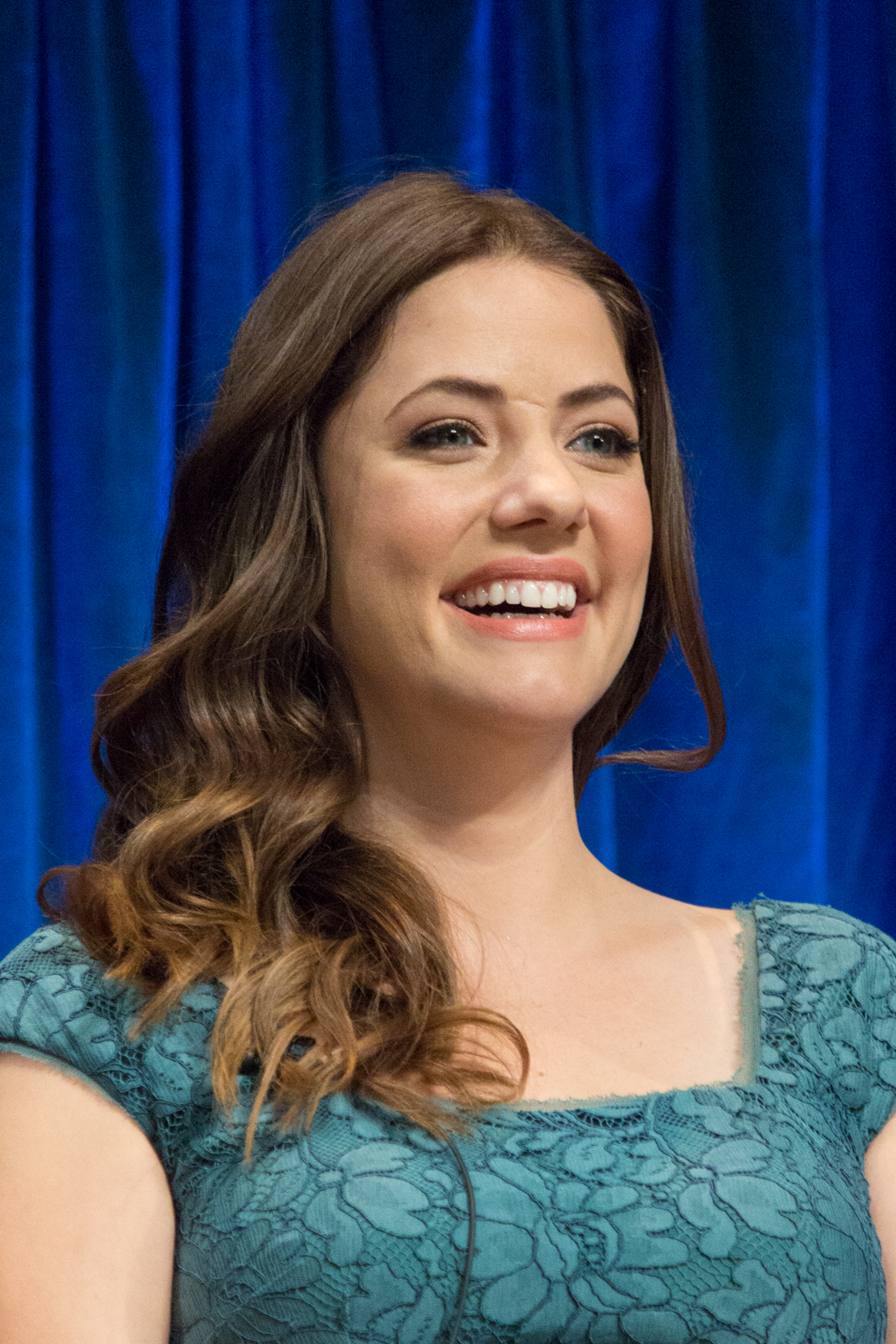
Julie Gonzalo (2013)

Julie Gonzalo, właśc. Julieta Susana Gonzalo (ur. 9 września 1981 roku w Buenos Aires), argentyńska aktorka filmowa i telewizyjna oraz producent.

## Filmografia
- The Penny Game (2001) jako Cherry Moss
- Randka z Lucy (I'm with Lucy) (2002) jako Eve
- Greetings from Tucson (2002-2003) jako Kim Modica
- Specjalny (Special) (2003) jako Vicki
- Exit 9 (2003) jako Brooke
- Agenci NCIS (Navy NCIS: Naval Criminal Investigative Service) (2003) jako Sarah Schaefer (gościnnie)
- Zakręcony piątek (Freaky Friday) (2003) jako Stacey Hinkhouse
- Drake & Josh (2004) jako Tiffany Margolis (gościnnie)
- Zabawy z piłką (Dodgeball: A True Underdog Story) (2004) jako Amber
- Święta Last Minute (Christmas with the Kranks) (2004) jako Blair Krank
- Historia Kopciuszka (A Cinderella Story) (2004) jako Shelby
- Facet z ogłoszenia (Must Love Dogs)  (2005) jako June
- Weronika Mars (Veronica Mars) (2006-2007, 2019) jako Parker
- Ladrón que roba a ladrón (2007) jako Gloria
- Cherry Crush (2007) jako Desiree
- Silent Night (2007) jako Lucy
- Saving Angelo (2008) jako Recepcjonistka (krótkometr.)
- Eli Stone (2008-2009) jako Maggie Dekker
- Vamp U (2011) jako Chris Keller / Mary Lipinsky
- Dallas[1] (2012-2014) jako Pamela Rebecca Barnes / Rebecca Sutter
- Waffle Street (2015) jako Becky Adams
- Alex & The List (2017) jako Lara
- How to Pick Your Second Husband First (2018) jako Jillian James
- A Dark Foe jako Theresa (inny tyt. The Great Illusion[1])

## Producent
- Pink Eye (2006)
- Silent Night (2007)